# Многоэтажка
«Многоэтажка» — российский драматический триллер режиссёра Антона Маслова, вышедший на экраны в 2022 году. В главных ролях — Денис Никифоров и Дарья Щербакова. Премьера фильма состоялась 24 февраля 2022 года.
Фильм рассказывает о пожарном Антоне Калашникове, разыскивающем 14-летнюю дочь: однажды вечером, возвращаясь домой, она заходит в подъезд, но затем пропадает.

## Сюжет
Действие происходит в марте 2021 года. Два года назад пожарный Антон Калашников развёлся с женой, и его 14-летняя дочь Кира часть времени проводит с ним. По субботам после школы она ходит на танцы, после чего отец встречает её, и они вместе смотрят телевизор и традиционно ужинают пельменями. Однажды после тяжёлого дня на работе, получив к тому же неприятную новость о грядущем отъезде жены с новым мужем в США, куда они хотят взять и Киру, Антон расстраивается, напивается и забывает встретить дочь. Когда она около десяти вечера звонит в домофон, он впускает её и идёт в ванную, где засыпает. Проснувшись около часа ночи, Антон обнаруживает, что Киры нет дома. Просмотрев с помощью лифтёра камеры наблюдения, он видит, что Кира вошла в лифт, однако после этого не выходила из подъезда. Антон понимает, что Кира где-то в доме, и начинает её поиски. Выход на крышу запаян, и Антон обходит квартиры жильцов. Однако уже ночь, и соседи вызывают полицию, которая узнаёт от Антона, что у него проблемы с женой и что перед приходом дочери он выпил. Антон отказывается оставлять заявление о пропаже дочери и продолжает поиски утром.
Жильцы реагируют на появление Антона у своих дверей по-разному, но в целом без энтузиазма: у каждого из них свои дела и свои секреты. Постепенно, однако, обстоятельства минувшей ночи начинают проясняться: так, одна из соседок видела, что около десяти часов Кира всё-таки заходила в квартиру, а один из жильцов позже видел её курящей на наружной лестнице, при этом Кира с кем-то разговаривала. От Наташки, подруги Киры, живущей в том же подъезде, Антон узнаёт, что они вечером разговаривали на лестнице и поссорились, и что Кира призналась ей, что ей надоела однообразная жизнь с отцом. Приезжает бывшая жена Антона Вика, которая обвиняет Антона в пропаже дочери и настаивает на вызове полиции.
Из флешбэка становится ясно, что после ссоры с Наташкой Кира сидела на перилах балкона, уронила телефон и чуть было не упала сама, но её спас молодой школьный учитель Ваня, живущий в том же доме. Поскольку Кира была сильно пьяна и теряла сознание, он принёс её к себе в квартиру.
Утром Маша, сестра Вани, обнаруживает Киру и требует, чтобы та немедленно шла домой, но Кира не хочет встречаться с матерью и «забухавшим» отцом, отказывается уходить и запирается в ванной. Маша спускается вниз за посылкой, где выясняет, что уже приехала полиция и пропавшую ищет весь дом. У Вани раньше были проблемы с обвинением в педофилии, и Маша понимает, что в случае обнаружения Киры у него в квартире ему грозит тюремный срок, — всплывёт старое дело, и разбираться не будут, а сама девочка ничего не помнит. Маша старается убедить Киру соврать: сказать, что провела ночь в каком-то другом месте, но Кира, услышав что находится в доме у педофила, пытается бежать. Ваня удерживает её, чтобы объяснить ситуацию, но в борьбе они падают, Кира ударяется головой и теряет сознание.
В это время Антон решает перейти к активным действиям и поджигает мусоропровод, имитируя пожар. Из-за задымления он, надев форму пожарного, просит жильцов покинуть подъезд, и они собираются во дворе. Маша уговаривает Ваню перенести Киру в квартиру соседа, престарелого и полусумасшедшего Фёдора Петровича. Выйдя во двор, Ваня видит, что в квартире Фёдора Петровича начинается настоящий пожар, и понимает, что Маша подожгла её, чтобы вместе с Кирой уничтожить все улики. Антон взламывает дверь в квартиру, Ваня приходит ему на помощь. Они вытаскивают Киру, но из-за того, что Фёдор Петрович хранил в квартире баллон с пропаном, происходит взрыв. Киру увозит «Скорая помощь», где она приходит в себя и просит мать позволить ей навещать отца после отъезда в США. Пожарные входят в выгоревшую квартиру Фёдора Петровича и находят на полу Антона.

## В ролях
| Актёр            | Роль                                  |
| ---------------- | ------------------------------------- |
| Денис Никифоров  | Антон Калашников                      |
| Дарья Щербакова  | дочь Антона Кира                      |
| Наталья Швец     | бывшая жена Антона Вика               |
| Николетта Шонус  | подруга Киры Наташка                  |
| Татьяна Догилева | старшая по подъезду Тамара Генриховна |
| Артур Ваха       | лифтёр                                |
| Анна Котова      | мать Наташки                          |
| Наталья Земцова  | Маша                                  |
| Евгений Антропов | Ваня                                  |
| Николай Шрайбер  | Степан                                |
| Дмитрий Лысенков | Артур                                 |
| Мария Карпова    | Петрова                               |
| Андрей Шибаршин  | Петров                                |
| Михаил Жигалов   | Фёдор Петрович                        |
| Азамат Нигманов  | Жора                                  |
| Юлия Волкова     | Галина                                |
| Сергей Жарков    | муж Галины                            |
| Павел Ворожцов   | сосед по подъезду                     |
| Игорь Савочкин   | сосед по подъезду                     |
| Вера Шпак        | преподаватель танцевальной школы      |

## Реакция
Фильм получил положительные оценки российских кинокритиков.